# Gjerdrum
Gjerdrum – norweska gmina leżąca w regionie Akershus. Ośrodkiem administracyjnym gminy jest Ask. 
Gjerdrum jest 397. norweską gminą pod względem powierzchni.

## Demografia
Według danych z roku 2005 gminę zamieszkuje 5064 osób. Gęstość zaludnienia wynosi 61,37 os./km². Pod względem zaludnienia Gjerdrum zajmuje 193. miejsce wśród norweskich gmin.
| ludność stan na 1 stycznia 2005 |         |           |       |
|                                 | kobiety | mężczyźni | razem |
| osób                            | 2591    | 2473      | 5064  |
| %                               | 51,17%  | 48,83%    | 100%  |

| wykształcenie stan na 1 października 2004 |            |         |        |          |
|                                           | podstawowe | średnie | wyższe | nieznane |
| osób                                      | 661        | 2248    | 816    | 81       |
| %                                         | 17,37%     | 59,06%  | 21,44% | 2,13%    |

## Edukacja
Według danych z 1 października 2004:
- liczba szkół podstawowych (norw. grunnskular): 3
- liczba uczniów szkół podst.: 805

## Władze gminy
Według danych na rok 2011 administratorem gminy (norw. rådmann) jest Trine Christensen, natomiast burmistrzem (norw. ordfører, d. borgermester) jest Hanne Bakke von Clemm.